# Joni Huntley
Joni Huntley, född den 4 augusti 1956 i McMinnville, Oregon, är en amerikansk friidrottare inom höjdhopp.
Hon tog OS-brons på höjdhopp vid friidrottstävlingarna 1984 i Los Angeles.